# Barkvårtlav
Barkvårtlav (Pyrenula laevigata) är en lavart som först beskrevs av Christiaan Hendrik Persoon, och fick sitt nu gällande namn av Johann Franz Xaver Arnold. Barkvårtlav ingår i släktet Pyrenula och familjen Pyrenulaceae.  Arten är nationellt utdöd i Sverige.Inga underarter finns listade i Catalogue of Life.